# Acuaes
ACUAES ( Sociedad Mercantil Estatal Aguas de las Cuencas de España, acrónimo Acuaes ) es una sociedad mercantil estatal propiedad del Ministerio para la Transición Ecológica (MITECO), fundada en marzo de 2012, cuyo objetivo es la construcción y gestión de las infraestructuras hidráulicas en las cuencas hidrográficas del Ebro, Tajo, Guadalquivir, Guadiana, Duero, Miño-Sil y Cantábrico, además de las ciudades autónomas de Ceuta y Melilla. 

## Historia
Desde 1990, los distintos ministerios españoles con competencias en agua fueron creando sociedades estatales vinculadas con cada una de las confederaciones hidrográficas del país, como la Sociedad Estatal de Aguas de las Cuencas Mediterráneas S.A. (ACUAMED), la Sociedad Estatal Aguas de las Cuencas del Norte S.A. (AcuaNorte), la Sociedad Estatal Aguas del Júcar S.A., la Sociedad Estatal Aguas de las Cuencas del Sur S.A. (Acuasur), que a su vez vino a unificar las anteriores Hidroguadiana, Acuatajo y Acuavir de décadas anteriores.
El 16 de marzo de 2012, el Ministerio de Agricultura, Alimentación y Medio Ambiente (MAGRAMA) y dependiente de la Secretaría de Estado de Medio Ambiente, creó ACUAES para reemplazar a las anteriores sociedades estatales.

El Consejo de Ministros de fecha 16 de marzo de 2012, autorizo la fusión de las Sociedades Estatales Aguas de las Cuencas del Norte, S.A. y Aguas de las Cuencas del Sur, S.A., como sociedades absorbidas, por la Sociedad Estatal Aguas de la Cuenca del Ebro, S.A. como sociedad absorbente. El 25 de marzo de 2013, la Junta General de Accionistas de Aguas de la Cuenca del Ebro S.A. aprobó la fusión por absorción entre las Sociedades Estatales Aguas de las Cuencas del Norte, S.A, y Aguas de las Cuencas del Sur, S.A., íntegramente participadas por Aguas de la Cuenca del Ebro, S.A., con la extinción de las dos primeras y transmisión en bloque, a título universal, de su patrimonio a Aguas de la Cuenca del Ebro, S.A. En la misma sesión, la Junta General de Accionistas acordó la modificación de la denominación social por la actual Aguas de las Cuencas de España, S.A. De acuerdo con el Real Decreto Legislativo 1/2001, de 20 de julio, por el que se aprueba el texto refundido de la Ley de Aguas, las relaciones entre la Administración General del Estado y Aguas de las Cuencas de España, S.A. se regularán mediante los correspondientes convenios que, previo informe favorable del Ministerio de Hacienda y Administraciones Públicas, habrán de ser autorizados por el Consejo de Ministros. Como consecuencia del proceso de fusión, se ha elaborado una nueva redacción del Convenio de Gestión Directa de Aguas de las Cuencas de España, S.A., en cuyo adicional se integran las actuaciones encomendadas por la Administración General del Estado a las sociedades fusionadas, estando pendiente de aprobación y suscripción a la fecha de formulación de estas cuentas anuales. Este convenio tiene por objeto establecer las relaciones entre la Administración General del Estado y la Sociedad en relación a las próximas actuaciones a realizar por esta última.
Informe Auditoría 2013.

El 29 de octubre de 2018 el Consejo de Administración de la sociedad mercantil estatal Aguas de las Cuencas de España aprobó el nombramiento de Rosa Cobo Mayoral como directora general de la sociedad.

#### Directiva marco
Acuaes impulsa la depuración de las aguas residuales de acuerdo con la Directiva marco del agua de la Unión Europea, que establece un marco de actuación comunitario en el ámbito de la política de aguas, con la intención de garantizar la protección de las aguas y promover un uso sostenible a largo plazo. En España, la calificación AENOR reconoce la calidad de las aguas mediante la certificación del Sistema de Calidad de acuerdo a la UNE-EN-ISO 9001, que ha sido renovada trianualmente, demostrando que se mantiene el compromiso con la calidad y excelencia. AENOR, por su responsabilidad con el medioambiente, expide el certificado del Sistema de Gestión Medioambiental según la norma UNE-EN-ISO-14001 a cada una de las nuevas instalaciones de la sociedad estatal.